# Xylosma terrae-reginae
Xylosma terrae-reginae är en videväxtart som beskrevs av Cyril Tenison White och Herman Otto Sleumer. Xylosma terrae-reginae ingår i släktet Xylosma och familjen videväxter. Inga underarter finns listade i Catalogue of Life.

## Bildgalleri

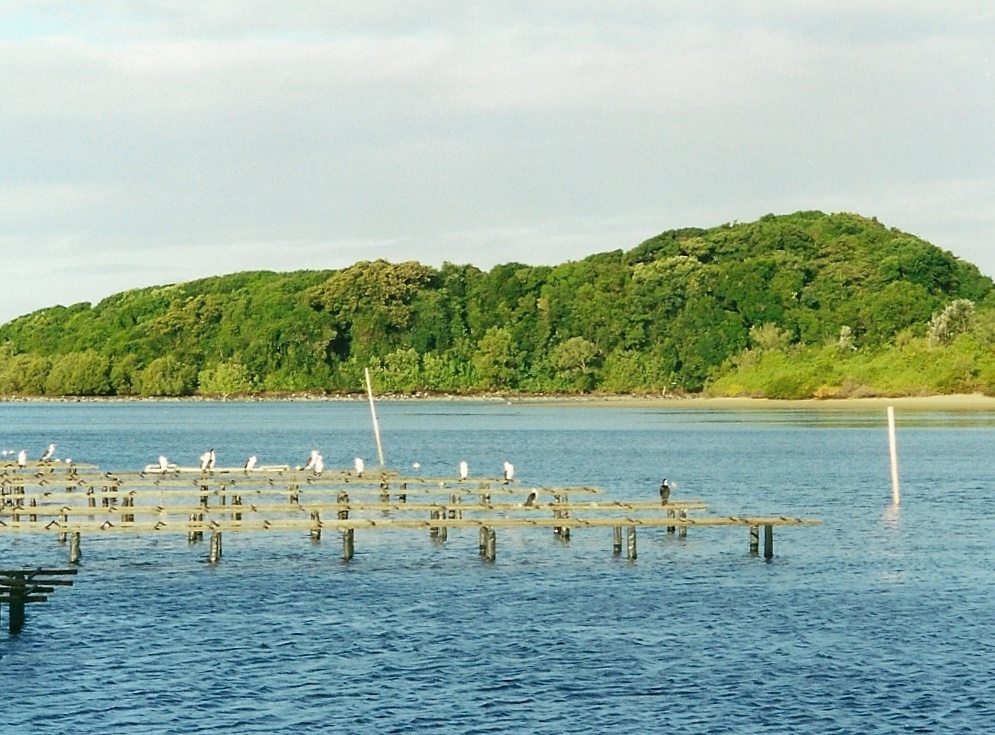